# Euodynerus planitarsis
Euodynerus planitarsis är en stekelart som först beskrevs av Richard Mitchell Bohart 1945.  Euodynerus planitarsis ingår i släktet kamgetingar, och familjen Eumenidae. Inga underarter finns listade i Catalogue of Life.